# ترينداد (غوياس)
ترينداد، غوياس هي بلدية في البرازيل، تتبع غوياس، بلغ عدد سكانها 104٬488  نسمة، في 2010، تبلغ مساحتها 710٫328 كيلومتر مربع.